# 羅伊斯河

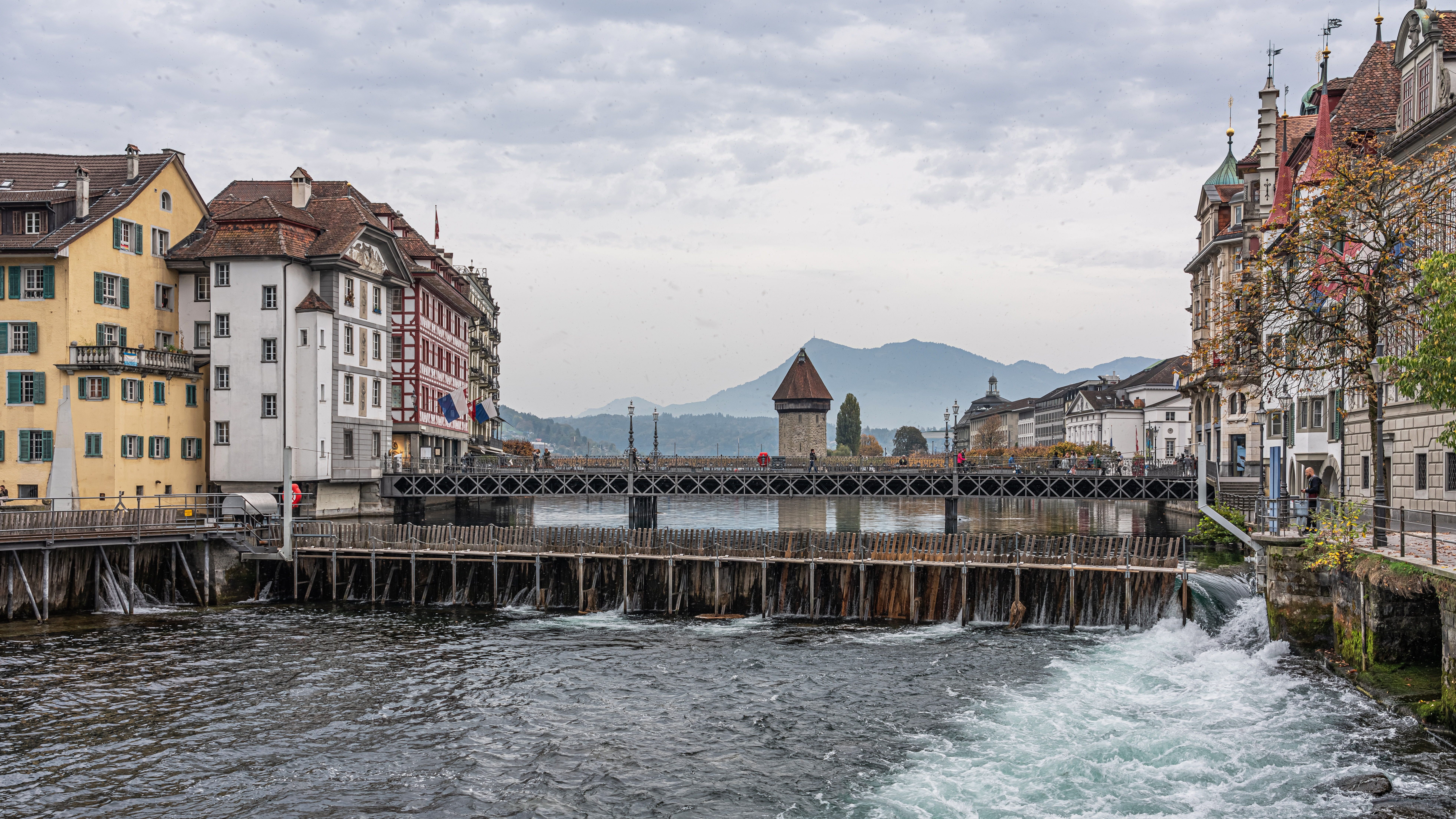
羅伊斯河上的針壩

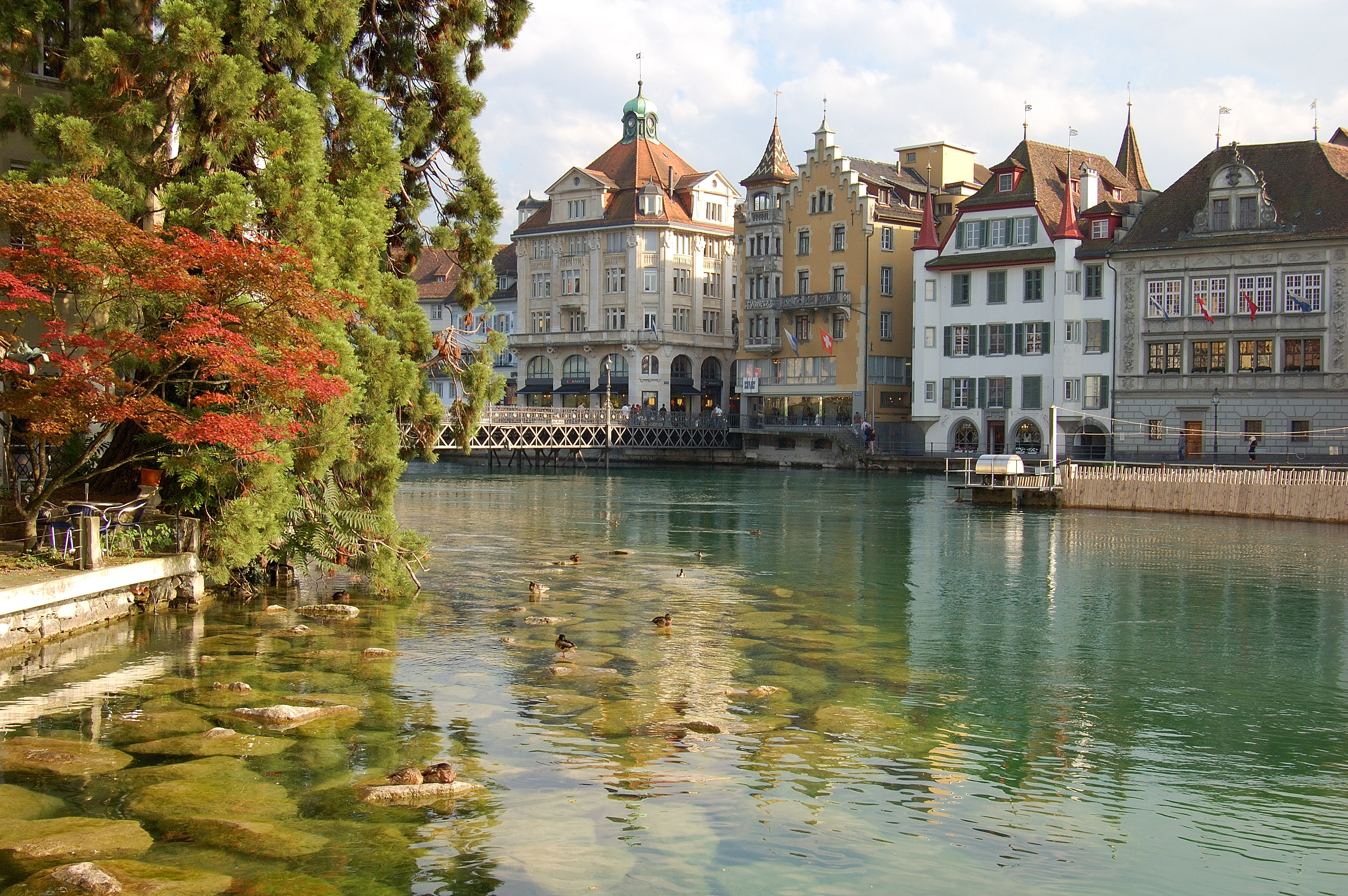
羅伊斯河流經琉森舊城區 (Altstadt)

羅伊斯河（德語：Reuss，瑞士標準德語發音：[ˈrɔʏs] ⓘ）是瑞士境內的主要河流之一，長度為158公里，集水區達3425平方公里。羅伊斯河發源於阿爾卑斯山區，流過聖哥達山口，於烏里州流入琉森湖直至在琉森市流出，然後與利馬特河在布魯格（Brugg）滙流於阿勒河，最後河水流入萊茵河經過德國注入北海。
羅伊斯河流過琉森的地標教堂桥（Kapellbrücke）及聖哥達山口的魔鬼橋（Teufelsbrücke）。

## 參看
- 琉森
- 琉森湖
- 卡貝爾橋

46°33′48″N 8°25′55″E / 46.563411°N 8.431911°E